# Яков Митров
Яков Арсов Митров е виден български лекар и общественик.

## Биография
Яков Митров е роден в 1872 година или 1875 година в дебърското село Лазарополе, тогава в Османската империя, днес в Северна Македония. Завършва медицина в Москва в 1897 година.
Участва в Първата световна война като запасен санитарен подполковник, дивизионен лекар на Девета пехотна дивизия. За отличия и заслуги през втория период на войната е награден с народен орден „За военна заслуга“, IV степен.
Умира в 1959 година в София. Погребан е в Централните софийски гробища.